# Ibrahima Diallo
Ibrahima Diallo (Conakry, 26 settembre 1985) è un ex calciatore guineano, difensore.